# Novopodillea, Berezanka
Novopodillea (în ucraineană Новоподілля) este un sat în comuna Danîlivka din raionul Berezanka, regiunea Mîkolaiiv, Ucraina.

## Demografie
Componența lingvistică a localității Novopodillea
     Ucraineană (96,58%)
     Rusă (2,56%)
Conform recensământului din 2001, majoritatea populației localității Novopodillea era vorbitoare de ucraineană (96,58%), existând în minoritate și vorbitori de rusă (2,56%).